# Parmelina kanakia
Parmelina kanakia är en lavart som beskrevs av Louwhoff & Elix. Parmelina kanakia ingår i släktet Parmelina och familjen Parmeliaceae.   Inga underarter finns listade i Catalogue of Life.